# Münzkabinett (Berlino)
Il Münzkabinett (Gabinetto numismatico) fa parte del Bode-Museum sull'Isola dei musei a Berlino.
È la più grande collezione del suo genere in Germania e una delle più grandi collezioni al mondo accanto a quelle di Londra, Parigi, Vienna e San Pietroburgo.

## Storia
La fondazione della collezione risale al gabinetto delle curiosità del principe elettore di Brandeburgo, la cui attività di raccolta risale agli anni tra il 1535 e il 1571. Il più antico inventario della collezione di monete risale al 1649 ed era costituita da circa 5.000 monete prevalentemente antiche. Il primo trattamento scientifico della collezione fu effettuato nel 1685-1705 da Lorenz Beger e nel periodo tra il 1804 e il 1810 da Domenico Sestini. Nelle guerre del 1745, 1757 e 1806 la raccolta dovette essere trasferita più volte, e ogni volta ci sono state delle perdite.
Nel XVII secolo crebbe il desiderio di rendere pubblica la raccolta, il che portò negli anni tra il 1735 e il 1815 a scambi reciproci tra Biblioteca Reale, gabinetto delle curiosità numismatico, Accademia delle Scienze e Università di Berlino. Nel 1830 la collezione fu trasferita ai Musei Reali e allocata nell'Altes Museum, dove fu esposta al pubblico. Quindi negli anni 40 del XIX secolo le monete antiche furono risistemate e studiati scientificamente e ampiamente. Dal 1868 la collezione numismatica ebbe uno status di museo indipendente nell'ambito dei Musei Reali. Al fine di poter ampliare sistematicamente la raccolta fino al 1918 circa le vennero destinate risorse finanziarie, per lo più per poter procedere all'acquisto di collezioni private in tutta Europa. Queste fondi furono trovati nel bilancio statale prussiano, nonché tramite numerose fondazioni e donazioni.
Nel 1904 il Gabinetto numismatico fu trasferito nel Kaiser-Friedrich-Museum, il quale era stato appena edificato sull'estremità settentrionale della cosiddetta Isola dei musei (Museumsinsel). La collezione delle monete troverà collocazione nell'ala museale che si affaccia sul Kupfergraben, la via che cinge l'Isola sul versante occidentale. Ivi venne installato un caveau della lunghezza di circa sessanta metri, in cui la raccolta fu sistemata in ordine cronologico.

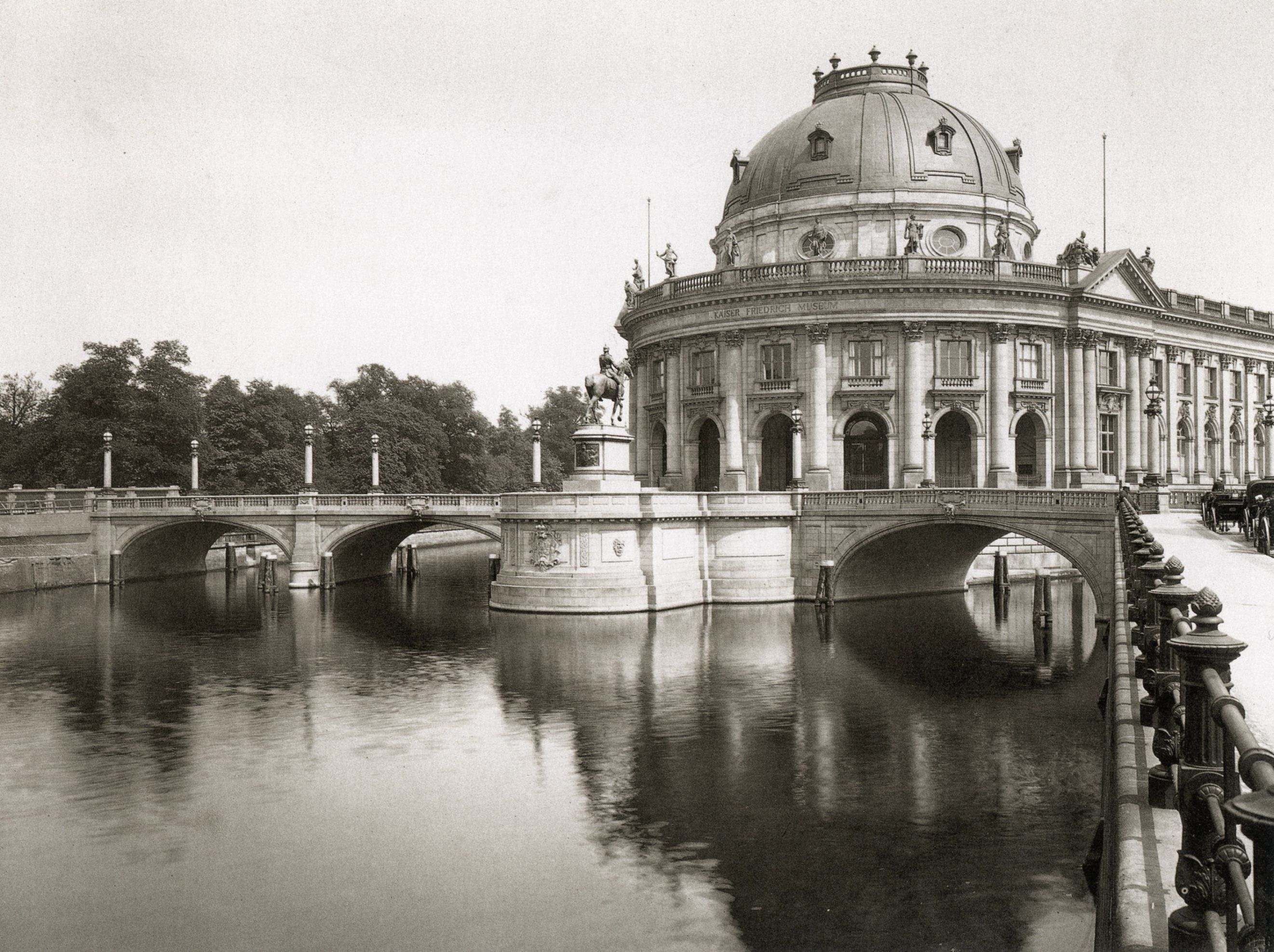
Il Kaiser-Friedrich-Museum, sede del Münzkabinett di Berlino

Durante la seconda guerra mondiale, come misura di sicurezza contro gli attacchi aerei che effettivamente non avrebbero risparmiato il museo, la collezione dovette essere dislocata in luoghi più sicuri. A partire dall'agosto 1942, iniziando con gli oggetti in mostra, poi con quelli ritenuti di maggior rilievo per lo studio e con la biblioteca, vennero trasferiti in una cantina del Pergamon Museum. Altri oggetti della collezione furono lasciati nel deposito del Kaiser-Friedrich-Museum. In questo modo la collezione superò pressoché incolume la seconda guerra mondiale.
Tuttavia il 12 giugno 1945 la collezione subì un furto che arrecò considerevoli perdite e, durante l'occupazione russa, praticamente tutto ciò che ne rimaneva fu sequestrato dall'Armata Rossa e trasferita in Unione Sovietica.
Nel 1958 la collezione numismatica venne restituita; non lo stesso avvenne per la preziosa biblioteca, la quale ancora attende di tornare a Berlino.
Anche per le piccole parti della collezione di pezzi che si trovavano altrove, vi furono solo poche perdite.
Nel gennaio 1959 i lavori di costruzione erano progrediti a tal punto che le monete poterono essere presentate di nuovo agli studiosi in una sala. Il gabinetto era situato nell'allora Berlino est e quindi apparteneva agli Staatliche Museen di Berlino della Repubblica democratica tedesca. Dopo la riunificazione la collezione è diventata parte della Stiftung Preußischer Kulturbesitz.
Solo dopo la conclusione dei lavori di ristrutturazione nel 2006 la raccolta ha avuto in assegnazione presso il Bode-Museum quattro sale, in cui può essere esposta una piccola parte della collezione. In precedenza al Pergamon Museum erano mostrate solo monete antiche.
A differenza della maggior parte delle altre collezioni dei Musei statali di Berlino, il Münzkabinett non è stato diviso dopo la fine della guerra.

### Direttori del Münzkabinett
- Julius Friedländer (1868-1884)
- Alfred von Sallet (1884-1897)
- Heinrich Dressel (1898-1919)
- Julius Menadier (1898-1921)
- Kurt Regling (1921-1935)
- Arthur Suhle (1935-1945 [commissario]; 1945-1973)
- Heinz Fengler (1973-1988)
- Wolfgang Steguweit (1988-1991)
- Bernd Kluge (1992-)

## Collezione
La collezione rappresenta cronologicamente e tematicamente l'evoluzione di varie forme di denaro dall'inizio della monetazione nel VII secolo a.C. in Asia Minore fino all'Euro.
La collezione vanta 500.000 oggetti originali ed una raccolta di più di 300.000 calchi in gesso di oggetti e copie di banconote.
Di questi oggetti solo una piccola parte è visibile nella mostra permanente al secondo piano del Bode-Museum. Nel Pergamonmuseum sono presentati 1500 esemplari più importanti di monete antiche.
D'altro canto i pezzi sono anche raffigurati e riccamente descritti nel catalogo interattivo. Tutti gli altri oggetti possono essere visti su appuntamento.
Al pian terreno invece è collocata l'annessa biblioteca numismatica.

### Monete antiche
Le monete antiche costituiscono la parte più ampia della collezione. Sono comprese circa pezzi 102.000 greci e circa 50.000 monete romane. All'interno della collezione ci sono importanti opere di fama mondiale, come il Demareteion che commemora la vittoria di Gelone di Siracusa sui Cartaginesi, o l'unicum costituito dal  Decadracma per la battaglia di Salamina.

### Monete medievali e moderne
La collezione medievale in Europa, compresa la monetazione bizantina, del Münzkabinett, fino a circa il 1500 comprende circa 66.000 monete. La collezione di monete medievali con le coniazioni di tutto il mondo fino ai tempi moderni, comprende circa 103.000 monete. Inoltre ci sono circa 30.000 coniazioni orientali e asiatiche.

### Medaglie
La collezione di medaglie, il cui nucleo è costituito dalle medaglie rinascimentali, comprende circa 32.000 medaglie e modelli di medaglia.

### Altri oggetti
Inoltre la collezione ha anche 12.000 monete provenienti da diversi ritrovamenti, 95.000 banconote (compreso Notgeld cartaceo) e valori mobiliari, 19.000 pezzi di Notgeld in metallo, fiche, gettoni ed altri tipi di moneta, 7.000 falsi monetari, 3.300 sigilli, 1.000 forme primitive di denaro, 1.000 pesi monetari e barre nonché circa 20.000 attrezzi per monetare (coni, modelli, stampi ecc.)